# Phoenix (Oregón)
Phoenix es una ciudad ubicada en el condado de Jackson en el estado estadounidense de Oregón. En el año 2009 tenía una población de 4.855 habitantes y una densidad poblacional de 1,254.1 personas por km².

## Demografía
Según la Oficina del Censo en 2000 los ingresos medios por hogar en la localidad eran de $31,701, y los ingresos medios por familia eran $38,176. Los hombres tenían unos ingresos medios de $29,832 frente a los $23,719 para las mujeres. La renta per cápita para la localidad era de $16,828. Alrededor del 11.6% de la población estaban por debajo del umbral de pobreza.